# Sudan na Letnich Igrzyskach Olimpijskich 1968
Sudan na Letnich Igrzyskach Olimpijskich 1968 reprezentowało 5 zawodników (wszyscy mężczyźni). Reprezentanci Sudanu nie zdobyli żadnego medalu na tych igrzyskach.

## Skład kadry

### Boks
Mężczyźni
- Hwad Ibrahim Abdel Hamid - waga piórkowa - 17. miejsce
- Sayed Abdel Gadir - waga lekka - 17. miejsce
- Abdel Wahab Abdullah Salih - waga lekkośrednia - 17. miejsce

### Lekkoatletyka
Mężczyźni
- Morgan Gesmalla

100 metrów - odpadł w eliminacjach
200 metrów - odpadł w eliminacjach
- Angelo Hussein

400 metrów - odpadł w eliminacjach
800 metrów - odpadł w eliminacjach